# ناوتو أوغاتا
ناوتو أوغاتا (باليابانية: 緒形 直人) هو ممثل ياباني، ولد في 22 سبتمبر 1967 في اليابان.

## أعمال

### أفلام
- (2018) مسألة عائلية[7]

## ترشيحات
- Japan Academy Film Prize for Outstanding Performance by an Actor in a Leading Role [الإنجليزية]‏ (1997)

## وصلات خارجية
- ناوتو أوغاتا على موقع IMDb (الإنجليزية)
- ناوتو أوغاتا على موقع ألو سيني (الفرنسية)
- ناوتو أوغاتا على موقع قاعدة بيانات الفيلم (الإنجليزية)
- ناوتو أوغاتا على موقع كينوبويسك (الروسية)